# Louis Slotin
Louis Alexander Slotin (1. prosince 1910 Winnipeg – 30. května 1946 Los Alamos, Nové Mexiko) byl kanadský fyzik a chemik, který pracoval v rámci projektu Manhattan. Během druhé světové války se Slotin zabýval výzkumem v Národní laboratoři Los Alamos. Prováděl experimenty s jádry uranu a plutonia pro určení kritického množství štěpného materiálu. Dne 21. května 1946 Slotin při experimentu nedopatřením inicioval štěpnou jadernou reakci, jejímž výsledkem byla emise tvrdého záření. Dostal smrtelnou dávku a zemřel o devět dnů později na akutní radiační syndrom. Slotin byl druhým člověkem, který zemřel v důsledku nehody při kritickém experimentu – po Harrym Daghlianovi, který byl vystaven stejnému záření. Slotin byl ze strany vlády Spojených států veřejně oslavován jako hrdina za to, že rychle zareagoval a zabránil tomu, aby zemřeli další lidé. Později byl kritizován za to, že během experimentu nedodržoval předpisy.

## Život a studium
Slotin byl první ze tří dětí narozených židovským rodičům, kteří utekli z Ruska do Winnipegu v Manitobě. Vyrůstal v severní části města Winnipeg, což je oblast s velkou koncentrací východoevropských přistěhovalců. Slotin byl akademicky výjimečné dítě. Jeho mladší bratr Sam později poznamenal, že jeho bratr "měl extrémní výdrž a koncentraci, což mu umožnilo studovat dlouhé hodiny." 
Ve věku 16 let Slotin začal studovat vysokou školu University of Manitoba. Během svých vysokoškolských let získal univerzitní zlatou medaili v obou fyziky a chemie. Slotin dostal B.Sc. titul v geologii v roce 1932 a M.Sc. v roce 1933. Díky svému vedoucímu závěrečné práce na univerzitě získal stipendium ke studiu na King's College London pod vedením Arthura Johna. Arthur John byl předseda katedry chemie, se specializací na oblast aplikované elektrochemie a fotochemie. 

### King's College
Zde se Alexander vyznamenal jako amatérský boxer, kde vyhrál amatérské mistrovství v boxu pro lehkou váhu. V roce 1936 a ve svých 26 letech dokončil postgraduální studium titulem Ph.D. v oboru fyzikální chemie. Za svou disertační práci s názvem "Popis souvrství nestabilní molekuly při chemických reakcích" vyhrál první místo. Poté strávil šest měsíců jako speciální vyšetřovatel v Great Southern Rail, kde testoval nikl-zinkové akumulátory používané v lokomotivách na železniční lince Dublin-Bray.

## Kariéra
Poté, co v roce 1937 se neúspěšně ucházel o práci v kanadské Národní výzkumné radě, byl přijat jako výzkumný pracovník na Chicagskou univerzitu. Zde Slotin získal své první zkušenosti s jadernou chemií, kde pomáhal budovat první cyklotron ve středo-západních Spojených státech. Od roku 1939 do roku 1940 Slotin spolupracoval s Earlem Evansem, který byl vedoucí katedry biochemie univerzity a zabýval se produkcí radioaktivního uhlíku (převážně uhlík-14 a uhlík-11) z cyklotronu. Ve společné práci demonstrovali, že rostlinné buňky mají schopnost používat oxid uhličitý pro syntézu sacharidů, a to prostřednictvím fixace uhlíku.
Slotin mohl být přítomen dne 2. prosince 1942 při spuštění prvního jaderného reaktoru pod názvem "Chicago Pile-1", který zkonstruoval tým Enrica Fermiho, ale v oficiálních záznamech uváděn nebyl. Během této doby přispěl Slotin také svými vědeckými články v oblasti radiobiologie. Jeho odborné znalosti na toto téma vzbudily pozornost vlády Spojených států, byl pozván spolupodílet se na projektu Manhattan. Slotin pracoval na výrobě plutonia v rámci spolupráce s budoucím nositelem Nobelovy ceny, a to s Eugenem Wignerem na univerzitě a později v Národní laboratoři Oak Ridge v Tennessee. Po čase se přestěhoval do Los Alamos v Novém Mexiku, kde v prosinci 1944 začal pracovat jako hlavní fyzik ve skupině Roberta Bachera.

## Práce v Los Alamos

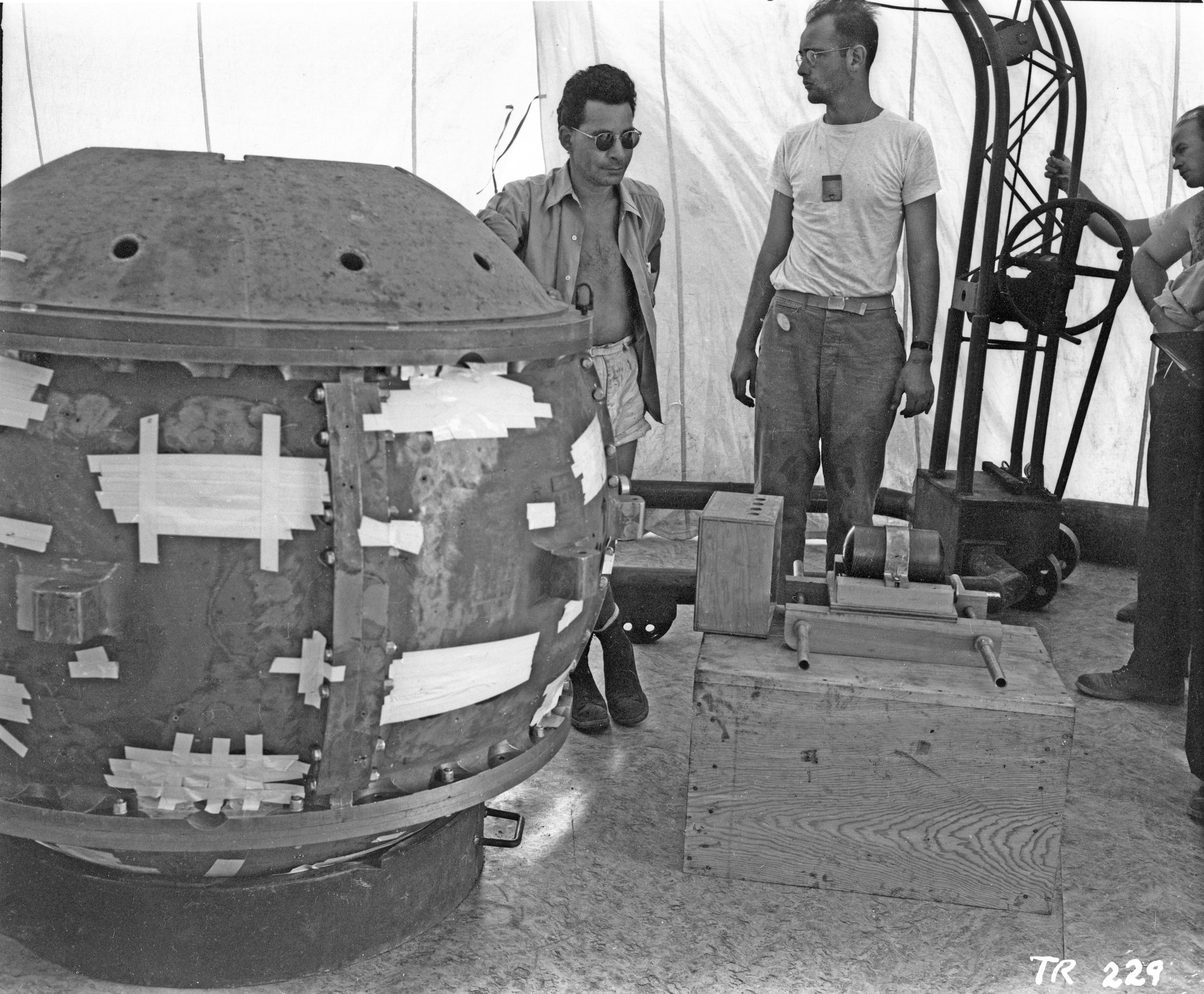
Louis Slotin během přípravy první jaderné bomby v projektu Trinity

Práce, kterou se Slotin v Los Alamos zabýval, bylo převážně nebezpečné testování kritičnosti. Testování prováděl ve spolupráci s Ottou Frischem nejprve s jádry uranu a později s jádry plutonia. Testování kritičnosti vyžadovala řada nových štěpných materiálů, u kterých bylo potřeba stanovit kritické množství. Kritické množství bylo podstatné pro jadernou řetězovou reakci, jak ji popsal ve svých poznámkách fyzik Richard Feynman.  Dne 16. července 1945 sestavil Slotin jádro atomové bomby pro test Trinity. Po první úspěšné explozi jaderné bomby v projektu Manhattan se stal známý jako "hlavní zbrojíř Spojených států amerických". Díky svým odborným znalostem v oblasti montáže jaderných zbraní byl odměněn stříbrnou pamětní medailí za svou práci a přínos Spojeným státům americkým.

## Smrt
21. května 1946 předváděl test kritičnosti několika kolegům, a nešťastnou náhodou došlo na okamžik k řetězové reakci, při které utrpěl smrtelnou dávku ozáření proudem neutronů.
Přes intenzivní lékařskou péči a nabídky od mnoha dobrovolníků darovat krev pro transfuzi se Slotinův stav rapidně horšil. Slotin si nechal zavolat své rodiče a ti byli letecky převezeni na náklady armády z Winnipegu, aby mohli být se svým synem v posledních dnech jeho života. Dorazili čtvrtý den po incidentu, pátým dnem se stav Slotina začal rychle zhoršovat. 
Během následujících devíti dnů Slotin utrpěl "mučivou posloupnost traumat vyvolanou zářením", včetně těžkého průjmu, sníženého vylučování moči, oteklých rukou, erytému, masivních puchýřů na rukou a předloktí, střevní paralýzy a gangrény. Měl také vnitřní popáleniny záření po celém těle, které lékařský odborník popsal jako "trojrozměrné popálení". Sedmý den se u něj projevila zmatenost. Louisovy rty zmodraly a dále ležel na lékařském lůžku v kyslíkovém stanu. Nakonec utrpěl totální rozpad tělesných funkcí a upadl do kómatu. Slotin zemřel v 11 hodin dne 30. května v přítomnosti svých rodičů. Byl pohřben dne 2. června 1946 na hřbitově Shaarey Zedek ve Winnipegu.   